# إيزابيلا توبياس
إيزابيلا توبياس (بالإنجليزية: Isabella Tobias)‏ هي راقصة على الجليد أمريكية، ولدت في 23 أغسطس 1991 في نيويورك في الولايات المتحدة.

## وصلات خارجية
- إيزابيلا توبياس على موقع الاتحاد الدولي للتزلج (الإنجليزية)
- إيزابيلا توبياس على موقع الاتحاد الدولي للتزلج (الإنجليزية)
- إيزابيلا توبياس على موقع الاتحاد الدولي للتزلج (الإنجليزية)
- إيزابيلا توبياس على موقع أوليمبيديا (الإنجليزية)
- إيزابيلا توبياس على موقع اللجنة الأولمبية الليتوانية (الليتوانية)